# Sabina Veit
Sabina Veit (* 5. Dezember 1985 in Maribor, Jugoslawien) ist eine ehemalige slowenische Leichtathletin, die sich auf den Sprint spezialisiert hat.

## Sportliche Laufbahn
Erste internationale Erfahrungen sammelte Sabina Veit im Jahr 2004, als sie bei den Juniorenweltmeisterschaften in Grosseto mit 24,63 s in der ersten Runde im 200-Meter-Lauf ausschied. 2007 kam sie bei den U23-Europameisterschaften in Debrecen im Vorlauf über 400 Meter nicht ins Ziel und anschließend belegte sie bei der Sommer-Universiade in Bangkok in 23,77 s den fünften Platz über 200 Meter und schied mit 11,91 s im Halbfinale im 100-Meter-Lauf aus. Im Jahr darauf nahm sie über 200 Meter an den Olympischen Sommerspielen in Peking teil und schied dort mit 23,62 s in der ersten Runde aus. 2009 gewann sie bei den Mittelmeerspielen in Pescara in 23,45 s die Silbermedaille über 200 Meter hinter der Zyprerin Eleni Artymata und anschließend sicherte sie sich bei den Studentenweltspielen in Belgrad in 23,34 s die Bronzemedaille hinter der Neuseeländerin Monique Williams und Isabel Le Roux aus Südafrika. Daraufhin kam sie bei den Weltmeisterschaften in Berlin mit 23,77 s nicht über den Vorlauf hinaus. Im Jahr darauf schied sie bei den Europameisterschaften in Barcelona mit 23,78 s in der Vorrunde über 200 Meter aus und verpasste mit der slowenischen 4-mal-100-Meter-Staffel mit 44,30 s den Finaleinzug.
2013 belegte sie bei den Mittelmeerspielen in Mersin in 23,75 s den sechsten Platz über 200 Meter und gelangte mit der 4-mal-100-Meter-Staffel mit 45,71 s auf Rang vier. Im Jahr darauf belegte sie bei den Balkan-Hallenmeisterschaften in Istanbul in 7,55 s den fünften Platz im 60-Meter-Lauf und im August schied sie bei den Europameisterschaften in Zürich mit 23,99 s im Halbfinale über 200 Meter aus. 2015 gelangte sie bei den Balkan-Hallenmeisterschaften in Istanbul mit 7,56 s auf Rang sechs über 60 Meter und im August wurde sie bei den Balkan-Meisterschaften in Pitești in 23,38 s Erste im B-Lauf über 200 Meter. Anschließend schied sie bei den Weltmeisterschaften in Peking mit 23,18 s im Vorlauf über 200 Meter aus. Im Jahr darauf schied sie bei den Europameisterschaften in Amsterdam mit 23,72 s im Halbfinale über 200 Meter aus und nahm anschließend an den Olympischen Sommerspielen in Rio de Janeiro teil und schied dort mit 23,75 s in der ersten Runde aus. Daraufhin beendete sie ihre aktive sportliche Karriere im Alter von 30 Jahren.
In den Jahren 2005, 2010 und 2011 wurde Veit slowenische Meisterin im 100-Meter-Lauf sowie 2005, von 2007 bis 2012 sowie 2014 und 2015 auch über 200 Meter und 2005 im 400-Meter-Lauf. Zudem wurde sie 2005 Hallenmeisterin im 400-Meter-Lauf.

## Persönliche Bestleistungen
- 100 Meter: 11,49 s (+1,1 m/s), 30. Mai 2015 in Slovenska Bistrica
  - 60 Meter (Halle): 7,44 s, 14. Februar 2015 in Ljubljana
- 200 Meter: 22,74 s (+1,7 m/s), 20. Juli 2008 in Maribor
  - 200 Meter (Halle): 23,99 s, 24. Januar 2009 in Wien
- 400 Meter: 53,68 s, 21. Juni 2008 in Banská Bystrica
  - 400 Meter (Halle): 56,63 s, 16. Februar 2008 in Wien